# Marietta Canty
Marietta Canty (* 30. September 1905 in Hartford, Connecticut; † 9. Juli 1986 ebenda) war eine US-amerikanische Schauspielerin und Aktivistin.

## Leben und Karriere

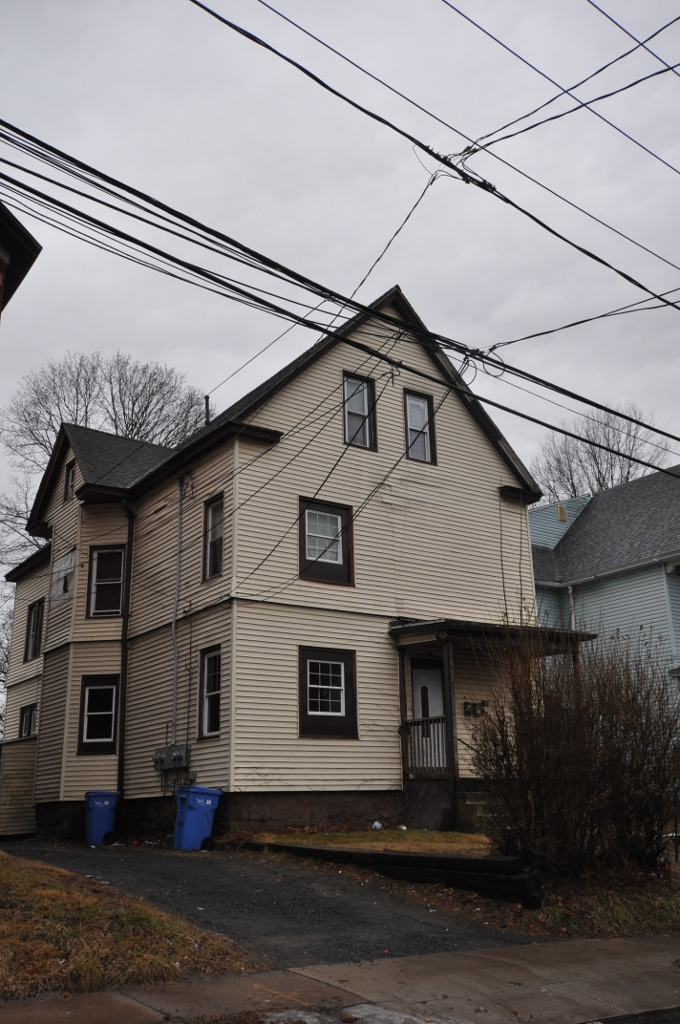
Marietta Cantys Wohnhaus in Hartford

Mit 18 Jahren begann Canty ihre Showkarriere bei den Gilpen Players, einer Gruppe afroamerikanischer Schauspieler. 1929 war sie mit den George White’s Scandals erstmals am Broadway zu sehen und trat dort in den folgenden Jahren in mehreren Stücken auf. Nebenbei machte sie eine Ausbildung zur Krankenschwester.
Marietta Canty trat zwischen 1940 und 1955 in insgesamt 40 Kinofilmen auf. Wie viele afroamerikanische Schauspielerinnen ihrer Generation war sie vorwiegend auf die Darstellung von Dienstmädchen festgelegt, die sie allerdings stets mit Würde verkörperte. Zwei ihrer ersten markanten Filmauftritte übernahm sie im Jahr 1942 in dem Abenteuerfilm Die Freibeuterin und in der Screwball-Komödie Fräulein Mama, in denen sie jeweils das loyale Dienstmädchen von Marlene Dietrichs Hauptfigur spielte. In Vincente Minnellis Komödie Vater der Braut trat Canty im Jahr 1950 als Delilah, das Dienstmädchen der Familie von Spencer Tracy und Elizabeth Taylor, auf. In der Fortsetzung Ein Geschenk des Himmels ein Jahr später verkörperte sie diese Rolle erneut. Cantys letzte Kinorolle ist zugleich eine ihrer wohl bekanntesten: In … denn sie wissen nicht, was sie tun spielte sie die liebevolle Betreuerin des von Sal Mineo gespielten Jugendlichen, der von seinen Eltern vernachlässigt wird, und betrauert dessen Tod in einer der letzten Szenen des Filmes eindringlich.
1955 verließ Canty das Filmgeschäft, um sich um ihren kränkelnden Vater zu kümmern. Sie kehrte in ihren Geburtsort Hartford zurück, wo sie bis zu ihrem Ruhestand 1971 als Krankenschwester angestellt war. In Hartford machte sie sich einen Namen durch ihr Engagement in vielen Vereinen und fungierte zwischen 1966 und 1973 als Friedensrichterin. Sie engagierte sich in der Republikanischen Partei, der örtlichen Methodistenkirche sowie bei Vereinen, die sich für die Rechte von Afroamerikanern und Frauen einsetzten. Canty erhielt mehrere Auszeichnungen für ihr gemeinnütziges Wirken, ihr Geburts- und Wohnhaus wird als Marietta Canty House im National Register of Historic Places verzeichnet.

## Filmografie (Auswahl)
- 1940: Der Draufgänger (Boom Town)
- 1942: Silver Queen
- 1942: Fräulein Mama (The Lady Is Willing)
- 1942: Die Freibeuterin (The Spoilers)
- 1942: Johnny Doughboy
- 1944: Die Träume einer Frau (Lady in the Dark)
- 1944: Irish Eyes Are Smiling
- 1944: The Heavenly Body
- 1947: Endlos ist die Prärie (The Sea of Grass)
- 1947: Meine bessere Hälfte (Dear Ruth)
- 1948: Words and Music
- 1949: Angst vor der Schande (My Foolish Heart)
- 1949: Der Liebesprofessor (Mother Is a Freshman)
- 1949: Todesfalle von Chikago (Chicago Deadline)
- 1950: Zwischen zwei Frauen (Bright Leaf)
- 1950: Der Fischer von Louisiana (The Toast of New Orleans)
- 1950: Vater der Braut (Father of the Bride)
- 1951: Ein Geschenk des Himmels (Father’s Little Dividend)
- 1951: Endstation Sehnsucht (A Streetcar Named Desire)
- 1951: Valentino – Liebling der Frauen (Valentino)
- 1952: Casanova wider Willen (Dreamboat)
- 1952: Stadt der Illusionen (The Bad and the Beautiful)
- 1955: Ein Mann namens Peter (A Man Called Peter)
- 1955: … denn sie wissen nicht, was sie tun (Rebel Without a Cause)